# Zero Figura
Zero Figura va ser un col·lectiu format a Barcelona pel crític i teòric d'art, Rafael Santos Torroella i pels artistes, Joan Vilacasas, Joan Josep Tharrats, Joan Hernández Pijuan i Joan Claret. Es va crear a l'any 1960 i es va dissoldre a l'any 1963.

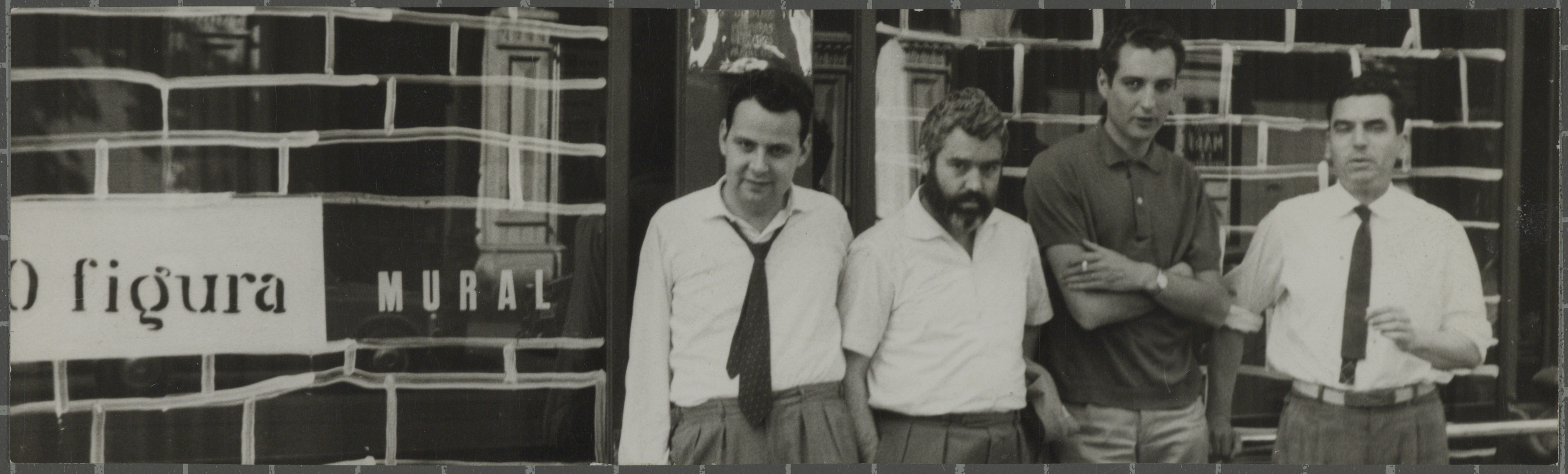
Membres de Zero Figura. D'esquerra a dreta: Claret, Vilacasas, Hernández Pijuan i Tharrats. 1962. Arxiu i Biblioteca Rafael i María Teresa Bermejo.

## Història
Es tractava d'un grup artístic, vinculat al moviment pictòric de l'informalisme, que defensava l'abstracció enfront de les fórmules més tradicionals d'art.
A través de les exposicions i publicacions, Zero Figura es va constituir com una plataforma de reflexió sobre l'art abstracte enfront de la figuració. Les propostes del col·lectiu van ser molt ben rebudes pel públic. El projecte es va dissoldre quan la Sala Gaspar, que havia acollit bona part de les seves activitats, va decidir deixar de patrocinar el grup. Així mateix, a finals dels anys 60, l'aparició d'alternatives a l'informalisme i la difusió del pop art a nivell internacional, també van propiciar-ne el final.

## Projectes destacats
- 1960: Exposició Homenaje informal a Velázquez (Sala Gaspar de Barcelona)[1]
- 1961: Exposició El Objeto (Sala Gaspar de Barcelona)[2]
- 1961: Monografia dedicada a Joan Vilacasas[3]
- 1961: Monografia dedicada a Joan Josep Tharrats[4]
- 1962: Exposició El Mural (Sala Gaspar de Barcelona)[5]
- 1961: Monografia dedicada a Josep Maria Subirachs
- 1963: Exposició Grafismes (Sala Gaspar de Barcelona)[6]

## Arxiu i Biblioteca Rafael i María Teresa Bermejo
L'any 2014 l'Ajuntament de Girona, en paral·lel a l'adquisició del fons artístic Santos Torroella, va rebre en donació l’Arxiu i Biblioteca Rafael i María Teresa Santos Torroella per part dels hereus de María Teresa Bermejo. Bona part del llegat documental de Zero Figura es troba a l'Arxiu i Biblioteca Rafael i María Teresa Bermejo. Entre d'altres documents, l'Arxiu compta amb fotografies, documents de gestió, correspondència i catàlegs d'exposicions organitzades per aquest grup artístic.
Els treballs de tractament són a càrrec de l'Arxiu Municipal de Girona.